# Lambeau Field
Lambeau Field er et stadion i Green Bay i Wisconsin, USA, der er hjemmebane for NFL-klubben Green Bay Packers. Stadionet har plads til 81.435 tilskuere. Stadionet er, på grund af de ofte ubehagelige vejrforhold og fanatiske Packers-tilhængere, kendt som et af de mest frygtede stadions for udehold i NFL.

## Historie
Lambeau Field blev indviet i 1957, hvor det erstattede Green Bay Packers hidtidige hjemmebane, City Field. Det blev opkaldt efter den tidligere Packers-spiller og træner Curly Lambeau. Op til 2003-sæsonen gennemgik stadionet en større renovering.